# Oparbella aciculata
Espèce
Synonymes
- Galeodes dastuguei  Dufour, 1861
- Gaetulia aciculata Simon, 1879

Oparbella aciculata est une espèce de solifuges de la famille des Solpugidae.

## Distribution
Cette espèce se rencontre en Algérie, en Tunisie et en Israël.

## Description
Le mâle holotype mesure mm.
Les mâles décrits par Roewer en 1934 mesurent de 30 à 32 mm et la femelle 30 mm.

## Publication originale
- Simon, 1879 : Essai d'une classification des Galéodes, remarques synonymiques et description d'espèces nouvelles ou mal connues. Annales de la Société Entomologique de France, sér. 5, vol. 9, p. 93–154 (texte intégral).